# Barraca B-10
La barraca B-10 és una barraca de vinya situada al municipi de Subirats (Alt Penedès), dins d'una finca de la urbanització Can Rossell.
És una construcció aixecada en pedra seca sobre superfície plana ubicada a l'interior d'una casa particular de la urbanització Can Rossell, de planta circular i forma troncocònica. La construcció és de la tipologia de sostre de falsa volta, típic en aquestes edificacions (acostament de filades de pedra seca, sense cap mena de material d'unió, i amb una gran llosa per tapar el sostre). Sembla que s'ha respectat l'estructura i li han donat un paper preponderant en la configuració de la parcel·la amb habitatge. No obstant això, el sostre ha estat cobert exteriorment amb ciment i la porta ha estat reforçada per evitar despreniments de pedres.
El codi utilitzat en la denominació d'aquesta barraca (lletra + número) procedeix d'un estudi realitzat per Araceli Soler i Jaume Rovira, que intenta sistematitzar la informació sobre aquests elements arquitectònics al terme de Subirats.